# Norman Luboff
Norman Luboff (* 14. Mai 1917 in Chicago, Illinois; † 22. September 1987 in Bynum, North Carolina) war ein US-amerikanischer Chorleiter, Arrangeur und Komponist.
Luboff studierte an der University of Chicago und am Central College der Stadt und war Schüler von Leo Sowerby. Er arbeitete als Sänger und Arrangeur für Rundfunksender in Chicago, bis er Mitte der 1940er Jahre nach New York übersiedelte.
1948 kam er als Arrangeur und Filmmusikkomponist für Warner Bros. nach Hollywood und komponierte und arrangierte die Musik zu mehr als 80 Kinofilmen (u. a. für April in Paris 1954) und zahlreichen Fernsehproduktionen. Er war Chorleiter von Gordon MacRaes Rundfunksendung The Railroad Hour und spielte Aufnahmen mit Musikern wie Bing Crosby, Frank Sinatra, Jo Stafford und Doris Day ein.
Mitte der 1950er Jahre gründete Luboff den Norman Luboff Choir. Mit diesem ging er zwischen 1963 und 1987 jährlich auf Tournee und nahm er mehr als 75 LPs auf.